# Jordan Minčev
Jordan Minčev (in bulgaro Йордан Минчев?; Sliven, 17 ottobre 1998) è un cestista bulgaro.

## Palmarès
- Campionato bulgaro: 1

Levski Sofia: 2020-21
- Coppa di Macedonia: 1

MZT Skopje: 2018